# الدوري الشمالي لكرة القدم 1904–05
الدوري الشمالي لكرة القدم 1904–05 (بالإنجليزية: 1904–05 Northern Football League)‏ هو موسم من الدوري الشمالي لكرة القدم ‏. فاز فيه نيوكاسل يونايتد.